# Ariane 3
Ariane 3 era un cohete europeo desechable que se utilizó para once lanzamientos entre 1984 y 1989. Era miembro de la familia de cohetes Ariane, como evolución del Ariane 2, si bien voló antes que su antecesor. Fue diseñado por el Centro Nacional de Estudios Espaciales y fabricado por la empresa francesa Aérospatiale.: 214 
El Ariane 3 siguió el mismo diseño básico que el Ariane 1, al que incorporó las modificaciones del Ariane 2, más dos cohetes de refuerzo de combustible sólido para aumentar el empuje de la primera etapa en el despegue.: 216–217 
El núcleo del Ariane 3 era en esencia un Ariane 2. La primera etapa se componía de cuatro motores bipropelentes Viking 2B, quemando tetróxido de dinitrógeno y UH 25, compuesta por un 25% de hidrato de hidracina y 75% de UDMH. La segunda etapa se impulsaba con un Viking 4B, con la misma relación de combustibles que los Viking 2B. La tercera etapa utilizaba un motor HM7B alimentado criogénicamente, alimentado por hidrógeno líquido y oxígeno líquido. Para algunos lanzamientos se añadió una cuarta etapa con un motor de apogeo Mage 2.

## Historial de lanzamiento
El Ariane 3 realizó su primer lanzamiento el 4 de agosto de 1984, casi dos años antes que lo hiciera su predecesor, el Ariane 2. Llevó hasta una órbita de transferencia geosíncrona los satélites ECS-2 y Télécom 1A. Realizó un total de once lanzamientos, con diez éxitos y uno fallido. Ocurrió en el quinto lanzamiento, el 12 de septiembre de 1985, cuando la tercera etapa no se encendió, lo que provocó que el cohete no lograra alcanzar la órbita de destino para los satélites ECS-3 y Spacenet-3.
El Ariane 3 fue sucedido rápidamente por el Ariane 4, más capaz, lo que explica el número relativamente bajo de lanzamientos. Realizó su último vuelo el 12 de julio de 1989, llevando a órbita al satélite Olympus F1.
| Fecha (UTC)                    | Número    | Carga útil              | Órbita | Resultado | Comentarios                                        |
| ------------------------------ | --------- | ----------------------- | ------ | --------- | -------------------------------------------------- |
| 4 de agosto de 1984 13:32      | V-10/L-12 | Eutelsat-2 Telecom 1A   | GTO    | Éxito     | Primer vuelo del Ariane 3.                         |
| 10 de noviembre de 1984 01:14  | V-11/L-13 | Spacenet F2 MARCES-2    | GTO    | Éxito     |                                                    |
| 8 de febrero de 1985 23:22     | V-12/L-14 | Arabsat-1A Brasilsat-A1 | GTO    | Éxito     |                                                    |
| 8 de mayo de 1985 01:15        | V-13/L-15 | GStar-1 Telecom 1B      | GTO    | Éxito     |                                                    |
| 12 de septiembre de 1985 23:26 | V-15/L-16 | Eutelsat-3 Spacenet F3  | GTO    | Fallo     | La tercera etapa no consigue arrancar la ignición. |
| 28 de marzo de 1986 23:30      | V-17/L-17 | GStar-2 Brasilsat-A2    | GTO    | Éxito     |                                                    |
| 16 de septiembre de 1987 00:45 | V-19/L-19 | Aussat-A3 Eutelsat 1F4  | GTO    | Éxito     |                                                    |
| 11 de marzo de 1988 23:28      | V-21/L-21 | Spacenet F3R Telecom 1C | GTO    | Éxito     |                                                    |
| 21 de julio de 1988 23:12      | V-24/L-23 | Insat 1C Eutelsat 1F5   | GTO    | Éxito     |                                                    |
| 8 de septiembre de 1988 23:00  | V-25/L-24 | GStar-5SBS-5            | GTO    | Éxito     |                                                    |
| 12 de julio de 1989 00:14      | V-32/L-28 | Olympus F1              | GTO    | Éxito     | Último vuelo del Ariane 3                          |